# Omphiscola
Omphiscola är ett släkte av snäckor som beskrevs av Rafinesque 1819. Omphiscola ingår i familjen dammsnäckor.
Släktet innehåller bara arten Omphiscola glabra.